# Фогаццаро, Антонио
Антонио Фогаццаро (итал. Antonio Fogazzaro; 1842—1911) — итальянский писатель, номинант Нобелевской премии по литературе 1901 года. Происходил из дворянской семьи.

## Биография
Его семья подверглась преследованию со стороны австрийской полиции за патриотические взгляды отца-писателя. Вскоре они эмигрировали из Виченцы в Турин. Фогаццаро стал поэтом. В 1874 году написал поэму «Миранда» (Miranda). В 1876 появился его сборник религиозных стихов «Valsolda». Выступал как основоположник и крупнейший представитель идеалистического психологического романа в Италии. Творчество Антонио Фогаццаро близко к веризму и реджионализму. Роман «Святой» был запрещен и внесен в Индекс запрещённых книг.

## Произведения

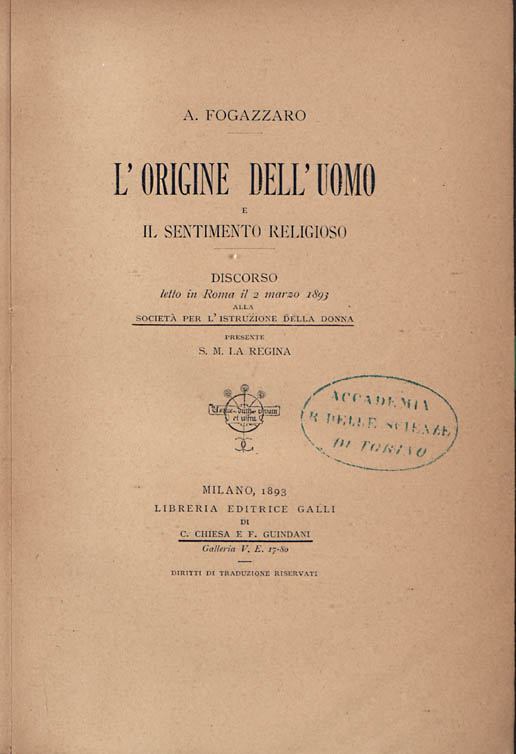
Origine dell’uomo

### Романы
- «Мальомбра» (1881)
- «Даниеле Кортис» (1885)
- «Тайна поэта» (1887)
- «Отживший мирок» (1895)
- «Современный мирок» (1900)
- «Святой» (1906)
- «Лейла»

### Поэмы
- «Миранда» (1874)